# 李登輝學校
李登輝學校（英語：Lee Teng-Hui Institute），為財團法人李登輝基金會所創辦，通常與群策會合稱群策會李登輝學校。

## 課程
- 李登輝學校國政研究班
- 李登輝學校青年領袖班
- 李登輝基金會大專院校青年營隊暑期青獅營

## 著名校友
- 吳東昇，台灣企業人物。曾是李登輝學校校友會會長，被外界視為李登輝子弟兵。
- 周倪安，現任台灣團結聯盟全國不分區立法委員、台灣團結聯盟中執委、李登輝學校校友會理事。
- 廖本煙，群策會李登輝學校國政班第一期結業。
- 賴振昌，李登輝學校校友會副理事長。
- 林昶佐，李登輝學校青年領袖班第一期學員。
- 王燕軍，群策會李登輝學校教育長

## 外部連結
- 李登輝學校官方網站
- 李登輝基金會青獅營-非營利組織